# Daniela Denby-Ashe
Pour les articles homonymes, voir Denby.
Daniela Denby-Ashe, née le 9 août 1978 à Londres, est une actrice britannique.

## Biographie
Son père, Miroslaw Pszkit, est d’origine polonaise ; il est venu au Royaume-Uni à l’âge de 12 ans. Sa mère est française. Daniela Denby-Ashe (Jola), est née à Londres. Elle parle couramment anglais, français et polonais. Elle a commencé sa carrière en 1995, avec une apparition à la télévision dans une publicité pour KP Skips.

## Carrière
En 2004, elle joue Margaret Hale dans North and South. En 2006, elle joue Marie dans l'épisode de Torchwood : Greeks Bearing Gifts. Daniela a également joué au théâtre : Yvonne Arnaud au Criterion Theatre, et La comtesse de Motortown au Jerwood Theatre.
En décembre 2008, elle apparait dans la série télévisée Crooked House diffusée sur la BBC. En avril 2009, elle est apparue dans la série 4 de Waterloo Road, une série dramatique, diffusée également sur la BBC.

### Filmographie
Télévision :
- 1995 : Publicité « KP Skips ».
- 2000 - 2003 : My family (sitcom britannique) : Janey Harper.
- 2004 : North and South : Margaret Hale.
- 2006 : Torchwood, épisode Cadeaux grecs (Greeks Bearing Gifts, 7e épisode de la 1re saison) : Marie.
- 2008 : Crooked House
- 2009 : Série 4 de Waterloo Road
- 2010 : Inspecteur Barnaby (1 épisode) : Camilla Farquaharson
- 2011 : Rekindle

Théâtre :
- Yvonne Arnaud au Criterion Theatre
- La comtesse de Motortown au Jerwood Theatre